# Wapen van Jellum

Wapen van Jellum

Het wapen van Jellum is het dorpswapen van het Nederlandse dorp Jellum, in de Friese gemeente Leeuwarden. Het wapen werd in 2001 geregistreerd.

## Beschrijving
De blazoenering van het wapen in het Fries luidt als volgt:
yn goud in reade boarch, iepene en ferlichte fan it fjild, steande op in steile griene terp, dy't opriist út de skyldfoet, de boarch oan wjerssiden beselskippe fan in griene klaver oan in tukje; in skyldhaad, pealle fan 8 stikken, blau en sulver.
De Nederlandse vertaling luidt als volgt: 
in goud een rode burcht, geopend en verlicht van het veld, staande op een steile groene terp, die oprijst uit de schildvoet, de borg aan weerszijden vergezeld van een groene klaver aan een takje; een schildhoofd, gepaald fan 8 stukken, blauw en zilver.
De heraldische kleuren zijn: goud (goud), keel (rood), sinopel (groen), azuur (blauw) en zilver (zilver).

## Symboliek
- Burcht op een terp: verwijzing naar zowel de stinswier in het dorp als naar de Mammema State.[2]
- Klaverblad: overgenomen van het wapen van de familie Van Burmania, bewoners van de Mammema State.[2]
- Schildhoofd: ontleend aan het wapen van het geslacht Thoe Schwartzenberg en Hohenlansberg, eveneens bewoners van de Mammema State.[2]

Het wapen van Van Burmania.
Wapen van Thoe Schwartzenberg en Hohenlansberg

## Zie ook

Vlag van Jellum